# 三角保之
三角 保之（みすみ やすゆき、1940年（昭和15年）10月23日 - 2021年（令和3年）7月8日）は、日本の政治家。熊本市長（2期）。

## 人物・略歴
- 熊本市出身[2]。熊本県立済々黌高等学校卒業[2]。
- 1963年（昭和38年） - 芝浦工業大学電気工学科卒業[3]。
- 大学卒業後、有明製鉄入社[3]
- 1966年（昭和41年） - 熊本県庁入庁[3]。
- 1978年（昭和53年） - 熊本県庁退職[3]。
- 1979年（昭和54年） - 熊本県議会議員（以後4期務める）[3]。
- 1991年（平成3年） - 自由民主党熊本県連政調会長（1995年まで）[3]。
- 1994年（平成6年） - 熊本市長選挙初当選[3]。
- 1998年（平成10年） - 九州ハンドボール協会会長（2002年まで）[3]。
- 2002年（平成14年）11月1日 - 第24回全国菓子大博覧会副大会長。
  - 11月10日 - 3選を目指して出馬した熊本市長選挙で、自由民主党・公明党・保守党の推薦、社会民主党の支持を受けたが、大方の予想に反して新人候補の幸山政史に16000票差で落選[4]。
- 2016年（平成28年） - 春の叙勲で旭日中綬章を受章。
- 2021年（令和3年）7月8日午前9時21分、心不全のため熊本市南区の自宅で死去、80歳没[5]。死没日をもって正五位に叙される[6]。

## 役職
熊本県体育協会顧問、熊本県障害者スポーツ・文化協会会長、濟々黌上塚周平顕彰会会長、熊本県柔道整復師連盟顧問、芝浦工業大学校友会熊本支部長、九州・トルコ協会会長、熊本城顕彰会会長、熊本県神社庁総代会副会長を務めた。